# La cerveza
Espèce
La cerveza est une espèce de lépidoptères de la famille des Crambidae.